# Contraargument
În disciplina numită raționament și în domeniul cartografierii argumentelor, un contraargument este o obiecție la o obiecție. Un contraargument poate fi folosit pentru a respinge obiecția adusa unei premise, unei afirmații principale sau unei motto. Unele dintre sinonimele conceptului de contraargument sunt replica, contradeclarația, și răspunsul. Încercarea de a refuza / respinge un argument, poate implica generarea unui contraargument sau poate genera găsirea un contraexemplu.
Când vorbim de conceptul de contraargument nu trebuie să se asume ideea ca că există numai două părți, laturi, rezolvări la o anumită problemă, și nici pe acela în care am susține că nu există decât (doar) un singur tip de contraargument. Pentru un argument dat,  există (de cele mai multe multe ori un număr mare de contraargumente, unele dintre ele nefiind compatibile intre ele..